# Apacnan
Apacnan fue el tercer soberano hicso de la dinastía XV de Egipto, y gobernó ca. 1602 -1594 a. C.
Copiando a Manetón, Flavio Josefo comenta de Apacnán que reinó durante 36 años y 7 meses; Julio Africano escribe que Pacnán reinó 61 años. Actualmente la duración de su reinado se considera en torno a los ocho o nueve años.
El nombre Apacnan, como el de su predecesor, Bnon, no se encuentra en los textos jeroglíficos.
Jürgen von Beckerath lo identifica con Meruserra Yaqebhor, o Ya'qub-Har nombres hallados en los escarabeos hicsos.

## Titulatura
| Titulatura | Jeroglífico | Transliteración (transcripción) - traducción - (referencias) |

| N5 | mr | wsr · D54 | D40 |

| N5 | mr | wsr · D54 | D40 |

| N5 | mr | wsr · D54 | D40 |

| N5 | mr | wsr · D54 | D40 |

| N5 | mr | wsr · D54 | D40 |

| N5 | mr | wsr · D54 | D40 |

| N5 | mr | wsr · D54 | D40 |

| N5 | mr | wsr · D54 | D40 |

| N5 | mr | wsr · D54 | D40 |

| N5 | mr | wsr · D54 | D40 |

| N5 | mr | wsr · D54 | D40 |

| N5 | mr | wsr · D54 | D40 |

| N5 | mr | wsr · D54 | D40 |

| N5 | mr | wsr · D54 | D40 |

| N5 | mr | wsr · D54 | D40 |

| N5 | mr | wsr · D54 | D40 |

| i | i | D36 · N29 | D58 | O4 · r |

| i | i | D36 · N29 | D58 | O4 · r |

| i | i | D36 · N29 | D58 | O4 · r |

| i | i | D36 · N29 | D58 | O4 · r |

| i | i | D36 · N29 | D58 | O4 · r |

| i | i | D36 · N29 | D58 | O4 · r |

| i | i | D36 · N29 | D58 | O4 · r |

| i | i | D36 · N29 | D58 | O4 · r |

| i | i | D36 · N29 | D58 | O4 · r |

| i | i | D36 · N29 | D58 | O4 · r |

| i | i | D36 · N29 | D58 | O4 · r |

| i | i | D36 · N29 | D58 | O4 · r |

| i | i | D36 · N29 | D58 | O4 · r |

| i | i | D36 · N29 | D58 | O4 · r |

| i | i | D36 · N29 | D58 | O4 · r |

| i | i | D36 · N29 | D58 | O4 · r |

| F12 |

| F12 |

| D54 |

| D54 |

| F12 · D54 |

| F12 · D54 |

## Otras hipótesis
- Según el egiptólogo Ward este soberano se debería asociar con el rey Aamu de la dinastía XVI